# Laichingen
Laichingen là một đô thị thuộc huyện Alb-Donau, bang Baden-Württemberg, Đức. Đô thị này có diện tích 69,83 km², dân số thời điểm 31 tháng 12 năm 2020 là 11.951 người